# Strängnäs konvent
Strängnäs konvent var ett konvent som byggdes efter 1260-talet för dominikaner i det som nu är centrala Strängnäs. Konventet byggdes på den plats där missionsbiskopen Eskil skulle ha dödats på 1080-talet.
Dominikanmunkarna anlände till Strängnäs 1268. Det är oklart när byggnationen inleddes  men i ett testamente 1275 omtalas ett konventshus, och den förste priorn, Jakob. Från 1311 finns uppgifter om att klosterkyrkan då var under byggnad eller alla fall skulle börja byggas. Byggnadsarbetena torde sedan ha fortsatt i etapper under 1300- och 1400-talen. 1529 konfiskerades klostrets egendom, och övergavs troligen i samband med detta. Troligen har byggnaderna stått övergivna och förfallit, enligt uppgift skall murarna på 1530-talet ha brutits ned för att användas vid bygget av Gripsholms slott.
Ruinerna var dock länge synliga, ända fram till stadsbranden 1871 fanns synliga murrester vid det lilla torg som tidigare fanns i korsningen mellan Klostergatan och Eskilsgatan. Källarmurarna i Högstedtska huset och en murstump i det Marströmska huset är ännu synliga rester. Vid röjningsarbetet och rätningarna av gatusystemet efter branden 1871 påträffades klosterkyrkans grundmurar vilka uppmättes av kyrkoherde C. W. Hedström. Mindre delar påträffades under 1900-talet i samband med ledningsarbeten längs gatorna. 1973 företogs en större utgrävning som omfattade en tredjedel av nordlängan, östlängans anslutning till nordlängan samt en del anläggningar norr och nordost om klosterlängorna.